# Trichogramma poliae
Trichogramma poliae är en stekelart som beskrevs av Nagaraja 1973. Trichogramma poliae ingår i släktet Trichogramma och familjen hårstrimsteklar. Inga underarter finns listade i Catalogue of Life.